# Limnophila subapterogyne
Limnophila subapterogyne là một loài ruồi trong họ Limoniidae. Chúng phân bố ở miền Australasia.